# جمهوری آلمان-اتریش
جمهوری آلمان-اتریش (به آلمانی: Republik Deutschösterreich) یا (به آلمانی: Deutsch-Österreich) بعد از جنگ جهانی اول به عنوان دولتی برای جمعیت آلمانی زبانی که داخل امپراتوری اتریش-مجارستان بودند تشکیل شد.